# Hark Bohm
Pour les articles homonymes, voir Bohm.
Hark Bohm, né le 18 mai 1939 dans le quartier d'Othmarschen à Hambourg, est un acteur, scénariste, réalisateur, producteur allemand, ainsi qu'un professeur au département théâtre musical et cinéma à l'Université de Hambourg.

## Biographie
Bohm a grandi sur l'île Amrum, en mer du Nord. Après avoir terminé ses études secondaires à Hambourg en 1959, il est diplômé en droit, effectue un stage en 1969, puis se consacre entièrement à l'art du cinéma. Il est formé au métier d'acteur en jouant dans plusieurs films de Fassbinder. Ce dernier lui confie de préférence des rôles de pédant et d'homme autoritaire. En 1971, Hark Bohm avec d'autres auteurs du  Nouveau cinéma allemand, ont créé le Filmverlag der Autoren. Dans les années suivantes, il a réalisé plusieurs courts métrages avant Tschetan, der Indianerjunge, un  premier long métrage primé. Plusieurs films ont suivi qui se voulaient avant tout une critique de la société. Hark Bohm est aussi connu comme cofondateur du Hamburger Filmbüros (1979). Cette même année, avec Werner Herzog, Volker Schlöndorff et Wim Wenders, il a également lancé le Festival du film de Hambourg, lors de  la "Déclaration" dite "de Hambourg". En 1993, il a fondé le département d'études cinématographiques à l'Université de Hambourg,  - où il a également été professeur à partir de 1992 - département qui fut ensuite intégré en 2004 à l'École des médias de Hambourg. Hark Bohm est membre de l'Académie Libre des Arts de Hambourg. Il est en outre le frère de l'acteur Marquard Bohm et le père adoptif de l'acteur Uwe Bohm, qui a joué comme adolescent des rôles principaux dans plusieurs de ses films, pour la plupart encore sous son vrai nom Uwe Enkelmann. Bohm et sa femme Natalia ont adopté quatre enfants.

## Filmographie partielle

### Cinéma

#### Comme acteur
- 1970 : Le Soldat américain (Der amerikanische Soldat), de Rainer Werner Fassbinder
- 1970 : Rouge sang (Rote Sonne), de Rudolf Thome
- 1971 : Der Große Verhau d'Alexander Kluge
- 1972 : Le Marchand des quatre saisons (Händler der vier Jahreszeiten), de Rainer Werner Fassbinder
- 1974 : Tous les autres s'appellent Ali (Angst essen Seele auf), de Rainer Werner Fassbinder
- 1974 : Effi Briest (Fontane Effi Briest), de Rainer Werner Fassbinder
- 1975 : Le Droit du plus fort (Faustrecht der Freiheit), de Rainer Werner Fassbinder
- 1976 : Ferdinand le radical (Der starke Ferdinand), d'Alexander Kluge
- 1976 : Les Faux Frères (Bomber & Paganini) de Níkos Perákis
- 1977 : Adolf und Marlene d'Ulli Lommel
- 1978 : Despair (Despair - eine Reise ins Licht), de Rainer Werner Fassbinder
- 1979 : Le Mariage de Maria Braun (Die Ehe der Maria Braun), de Rainer Werner Fassbinder
- 1979 : La Troisième Génération (Die Dritte Generation), de Rainer Werner Fassbinder
- 1979 : 1+1=3 de Heidi Genee
- 1979 : Der Durchdreher de Helmut Dietl
- 1980 : Endstation Freiheit, de Reinhard Hauff
- 1981 : Lili Marleen, de Rainer Werner Fassbinder
- 1981 : Lola, une femme allemande (Lola), de Rainer Werner Fassbinder
- 1984 : Der Beginn aller Schrecken ist Liebe de Helke Sander
- 1985 : Nicht nichts ohne Dich de Pia Frankenberg
- 1985 : Le Pouvoir du mal (Paradigma), de Krzysztof Zanussi
- 1987 : Fucking Fernand, de Gérard Mordillat
- 1989 : Le Rendez-vous de Travers (Treffen in Travers) de Michael Gwisdek
- 1991 : Schtonk ! de Helmut Dietl
- 1993 : Justice (Justiz), de Hans W. Geißendörfer
- 1995 : Les Années du mur (Das Versprechen) de Margarethe von Trotta
- 1995 : Underground de Emir Kusturica
- 1996 : Gespräch mit dem Biest d'Armin Mueller-Stahl
- 1997 : Paradis express (Knockin' on Heaven's Door) de Thomas Jahn
- 2001 : Invincible de Werner Herzog
- 2006 : True North
- 2011 : Qui, à part nous (Wer wenn nicht wir) d'Andres Veiel
- 2025 : Une enfance allemande Île d'Amrum, 1945 (Amrum)  de Fatih Akin

#### Comme réalisateur
- 1973 : Tschetan, der Indianerjunge
- 1976 : Nordsee ist Mordsee
- 1978 : Moritz, lieber Moritz
- 1980 : Im Herzen des Hurrican
- 1984 : Der Fall Bachmeier – Keine Zeit für Tränen
- 1985 : Wie ein freier Vogel – Como un pajaro libre
- 1987 : Le Petit Procureur (de) (Der kleine Staatsanwalt)
- 1988 : Yasemin
- 1990 : Herzlich willkommen
- 1997 : Für immer und immer

### Télévision

#### Comme acteur
- 1972 : Willi Tobler und der Untergang der 6. Flotte d'Alexander Kluge
- 1975 : Peur de la peur (Angst vor der Angst), de Rainer Werner Fassbinder
- 1980 : Berlin Alexanderplatz de Rainer Werner Fassbinder
- 1986 : Das Go! Projekt de Oliver Hirschbiegel
- 1992 : V comme vengeance (série)
- 2008 : À la poursuite du trésor oublié (Die Jagd nach dem Schatz der Nibelungen) de Florian Baxmeyer

#### Comme réalisateur
- 1974 : Wir pfeifen auf den Gurkenkönig
- 2001 : Vera Brühne
- 2002 : Atlantic Affairs